# Sonja 's avonds
Sonja 's avonds was een Nederlandse late night talkshow die in 1974 en 1975 door de AVRO éénmaal in de vier weken op de late zondagavond werd uitgezonden en werd gepresenteerd door Sonja Barend. Het programma was de opvolger van Een leven in beeld waarin met één gast over zijn of haar leven werd gepraat.
In Sonja 's avonds werd met drie bekende en soms met minder bekende gasten gepraat. In de eerste uitzending op 20 oktober 1974 waren Jasperina de Jong, Pierre Kartner en Peter van Straaten te gast. Lang heeft het programma niet bestaan omdat Sonja Barend samen met haar voormalige echtgenoot Ralph Inbar voor enkele jaren naar Israël emigreerde. In 1977 kwam ze terug op de VARA televisie met Sonja's goed nieuws show.